# Исак Комнин (брат на Алексий I Комнин)
Вижте пояснителната страница за други личности с името Исак Комнин.
Исак Комнин е византийски севастократор, дука на Антиохия – по-голям брат на византийския император Алексий I Комнин.

## Биография
Исак Комнин е син на доместика на схолите Йоан Комнин и на Анна Даласина. През 1071/1073 император Михаил VII Дука жени Исак за грузинската принцеса Ирина, която е братовчедка на императрицата.
Исак Комнин получава командването на източната византийска армия, а под прякото му подчинение се намира и гарнизон от нормански наемници, начело с Херве, които квартируват в град Едеса. Исак Комнин трябвало да отблъсква честите нападения на селджукските турци, като на два пъти е пленяван от тях и е освобождаван след плащане на откуп. Най-накрая владенията му са завладени от селджукските турци, а по-късно са отвоювани от рицарите на първия кръстоносен поход, които създават от тези територии т.н. Антиохийско княжество и Графство Едеса
При управлението на Никифор III Вотаниат, Исак Комнин се ползва с благоразположението на императора и използва влиянието си над императрицата, за да осигури издигането на династията на Комнините на престола. Когато брат му Алексий вдига бунт срещу Никифор III, Исак поставя пурпурни ботуши на краката му и се превръща в един от най-приближените му и ентусиазирани съратници. В замяна на това Алексий I Комнин по-късно удостоява брат си с титлата севастократор.

## Семейство
От брака на Исак Комнин и Ирина Аланска се раждат:
- Йоан Комнин (р. ок. 1073 г.), протосеваст, дука на Дирахиум от 1092 до 1105 г., женен за Мария Дукина – племенница на императрица Ирина Дукина от брат ѝ Михаил Дука;[6]
- дъщеря, вероятно Анна (р. ок. 1075 г.), която била омъжена за първи братовчед на императрица Ирина Дукина, който вероятно се наричал Йоан Дука и бил син на протопроедъра Константин Дука – чичо на императрицата;[7]
- Алексий Комнин (р. ок. 1077 г.), пансеваст, дука на Дирахиум след 1105 г.;[7]
- дъщеря, вероятно Мария (р. ок. 1080 г.), която била сгодена за Григорий Гавра, син на трапезундския дука Теодор Гавра, но годежът им бил развален по кананочни причини, след като Теодор Гавра се оженил повторно за аланска принцеса – първа братовчедка на Ирина Аланска;[8]
- Константин Комнин (ок. 1085 – малко след 1147), пансеваст, дука на Верия, женен за неизвестна по име представителка на рода на Антиохените;[9]
- Адриан Комнин (ок. 1088 – ок. 1157/64), монах, по-късно ръкоположен за архиепископ на България;
- София Комнина (ок. 1094 – ок. 1130), омъжена около 1108 г. за севаст Теодор Докиан, праправнук на Мануил Еротик Комнин от негова неизвестна по име дъщеря;[10]
- Евдокия Комнина (ок. 1096 – след. 1150), омъжена за Никифор Вотаниат, роднина на император Никифор Вотаниат.[11]

От Дюканжовия списък става ясно, че към края на живота си Исак Комнин се замонашва под името Йоан.